# Dere coeruleipennis
Dere coeruleipennis là một loài bọ cánh cứng trong họ Cerambycidae.